# Орден Отців Паулінів
Пауліни або Орден св. Павла Відлюдника (лат. Ordo Sancti Pauli Primi Eremitæ, OSPPE, пол. Zakon Świętego Pawła Pierwszego Pustelnika) — католицький чернечий орден, заснований у XIII столітті та названий на честь Павла Фівейського, святого IV століття, який вважається першим християнським ченцем-самітником.

## Історія
Орден святого Павла Першого Пустельника було засновано в Угорщині у ХІІІ столітті, офіційно затверджений 1308 року.

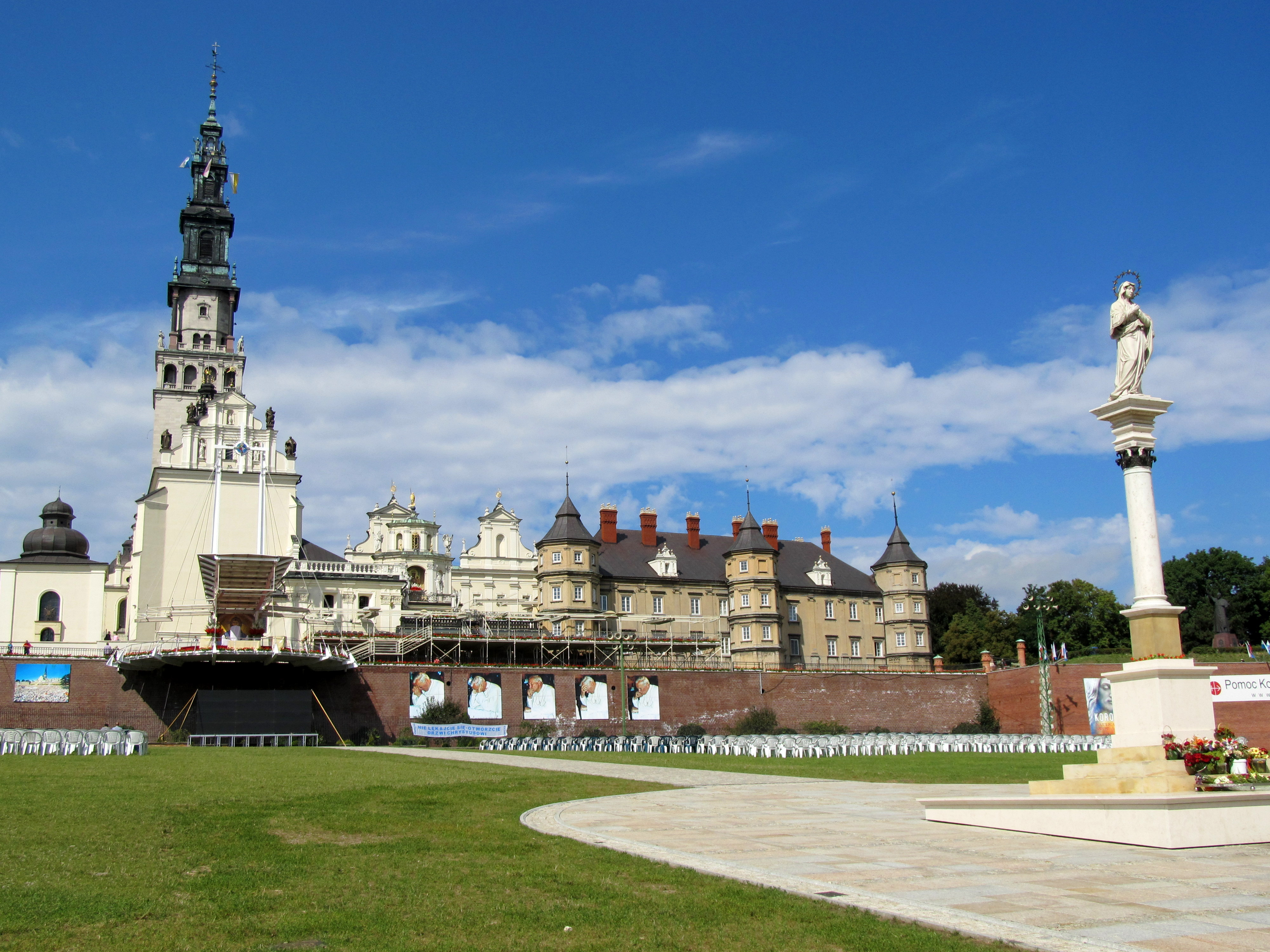
Ясногурський монастир ордена паулінів (Ченстохова, Польща)

На територію України отці Пауліни прийшли 1658 року, коли Миколай і Уршуля Бєгановські запросили їх до Львова, побудувавши там для них храм і монастир.
Після входження Галичини до складу Габсбурзької монархії 1772 року за «Йозефінським скасуванням» Пауліни були змушені залишити Львів.

## Організація
Орден об'єднує автономні монастирі, що живуть за статутом паулінів. За даними на 2007 рік орден налічував 70 монастирів, з яких 17 знаходяться в Польщі. Доми ордену знаходяться також в Угорщині, Хорватії, в Україні, Білорусі, Словаччині, Німеччини, Бельгії, Італії, США, Австралії, Росії та декількох африканських країнах. Загальне число ченців — 509, з яких 317 священиків.
Найвідомішим монастирем і духовним центром ордену паулінів є Ясногорський монастир. Відомий тим, що в ньому зберігається найбільша християнська святиня Центральної та Східної Європи —Ченстоховська ікона Божої Матері.

## В Україні
1991 року отці Пауліни повернулись в Україну. З 1998 року Пауліни душпастирюють у Кам'янці-Подільському.
На сьогодні в Україні налічується п'ять парафій отців Паулінів, в яких працює із десятка священиків: Кам'янець-Подільський, Сатанів (Кам'янець-Подільська дієцезія), Бровари та Ружин (Київсько-Житомирська дієцезія), Маріуполь (Харківсько-Запорізька дієцезія).